# Rhododendron moupinense
Rhododendron moupinense är en ljungväxtart som beskrevs av Adrien René Franchet. Rhododendron moupinense ingår i släktet rododendron, och familjen ljungväxter. Inga underarter finns listade i Catalogue of Life.

## Bildgalleri

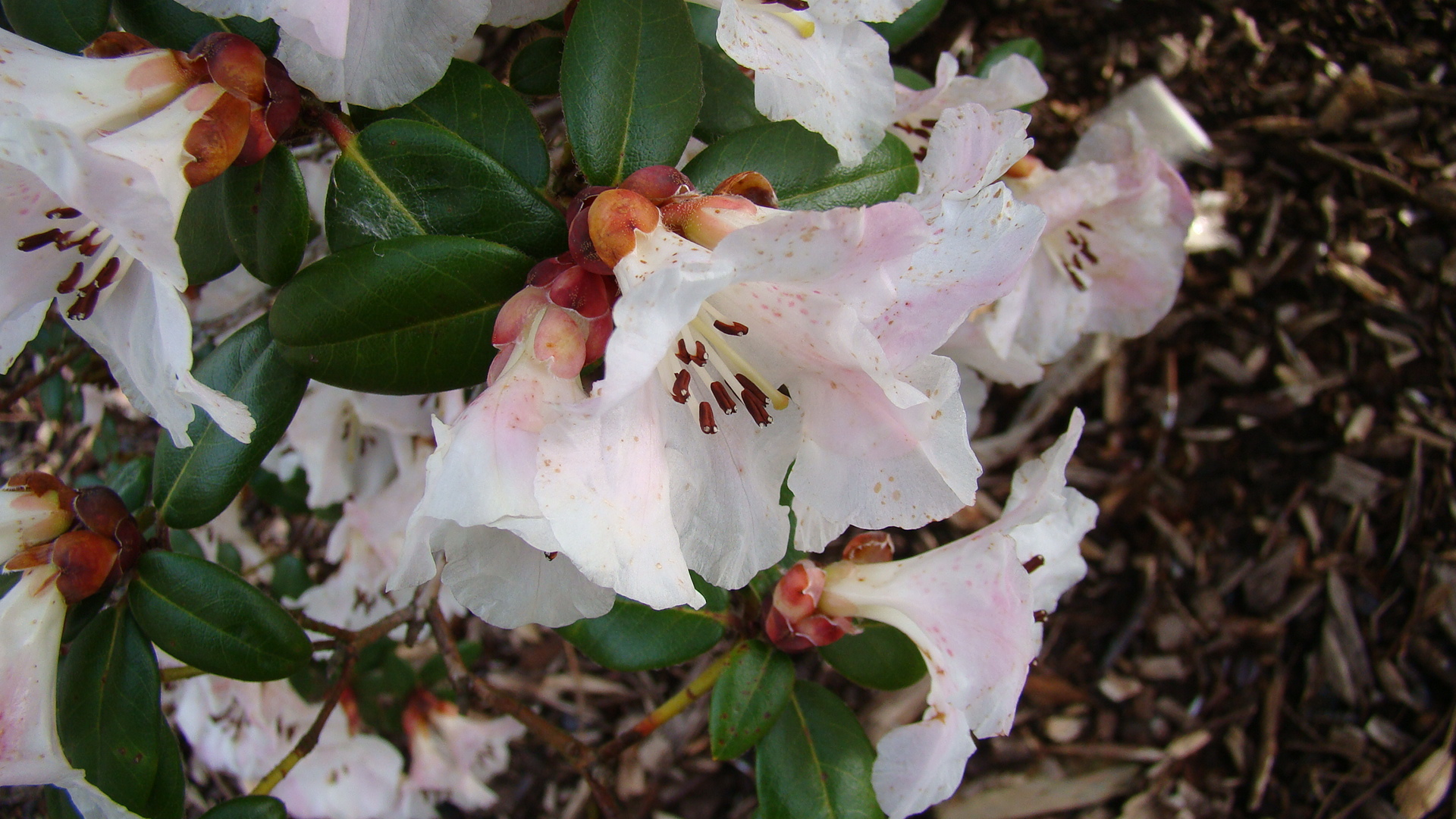
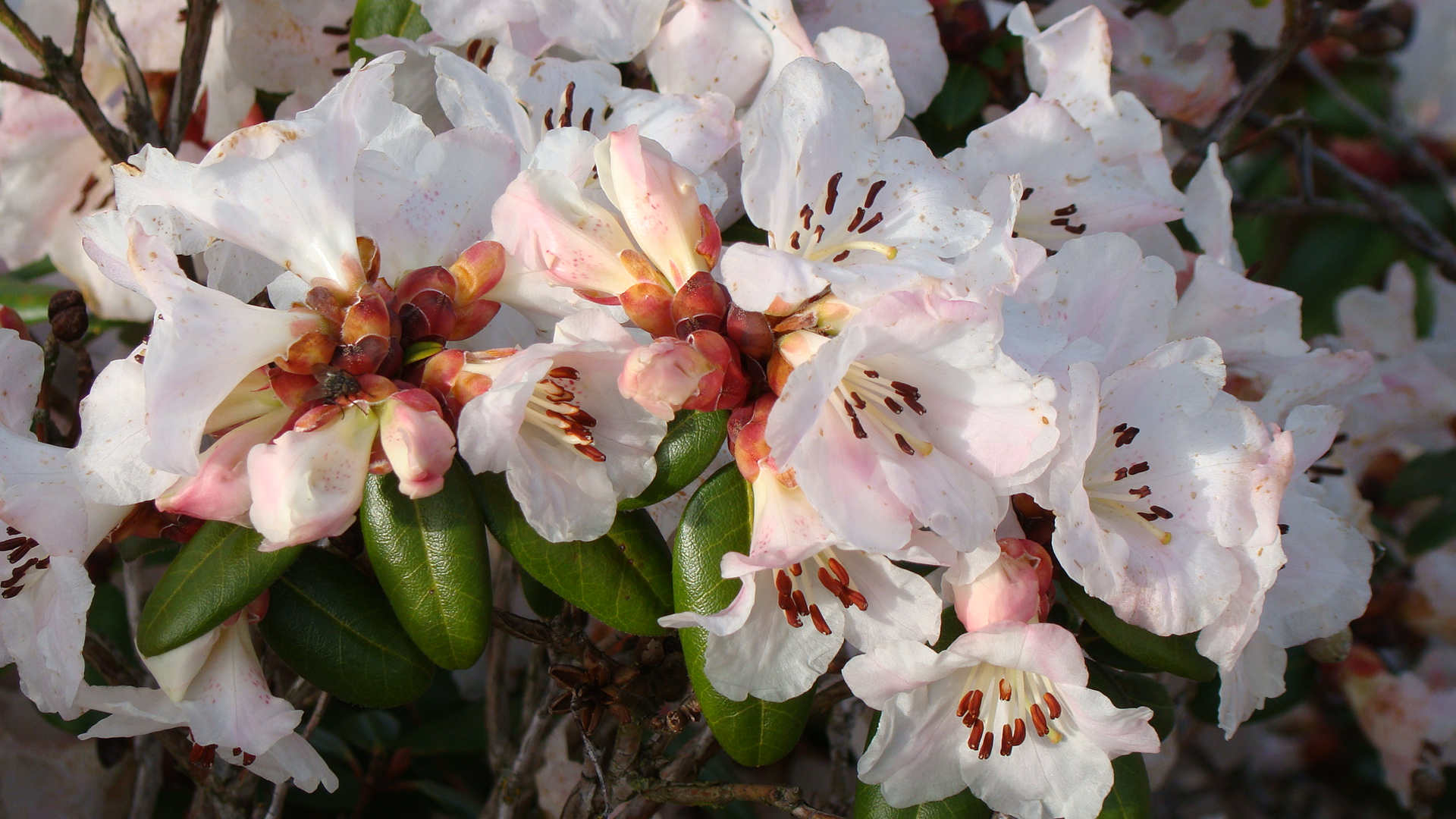
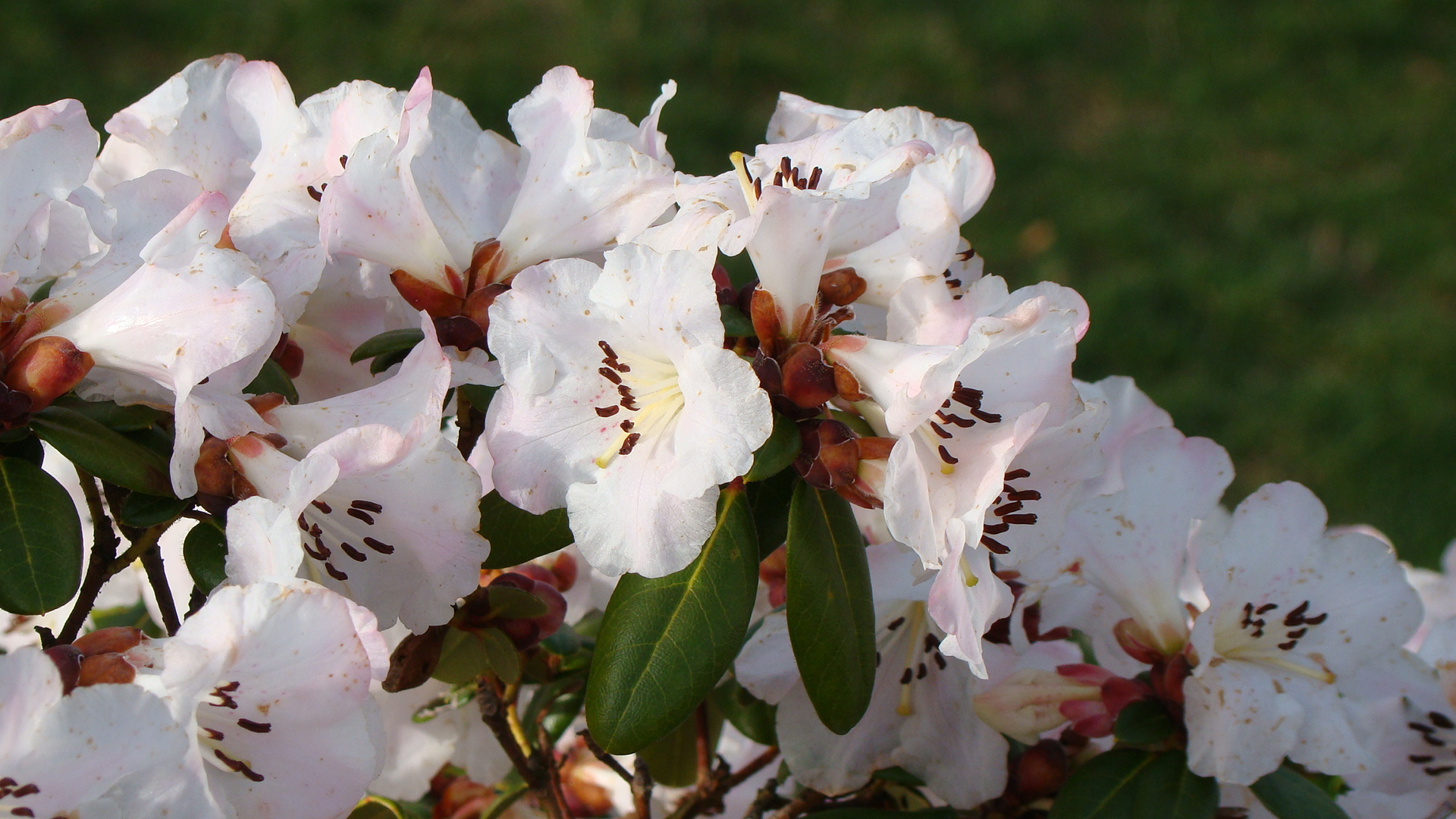
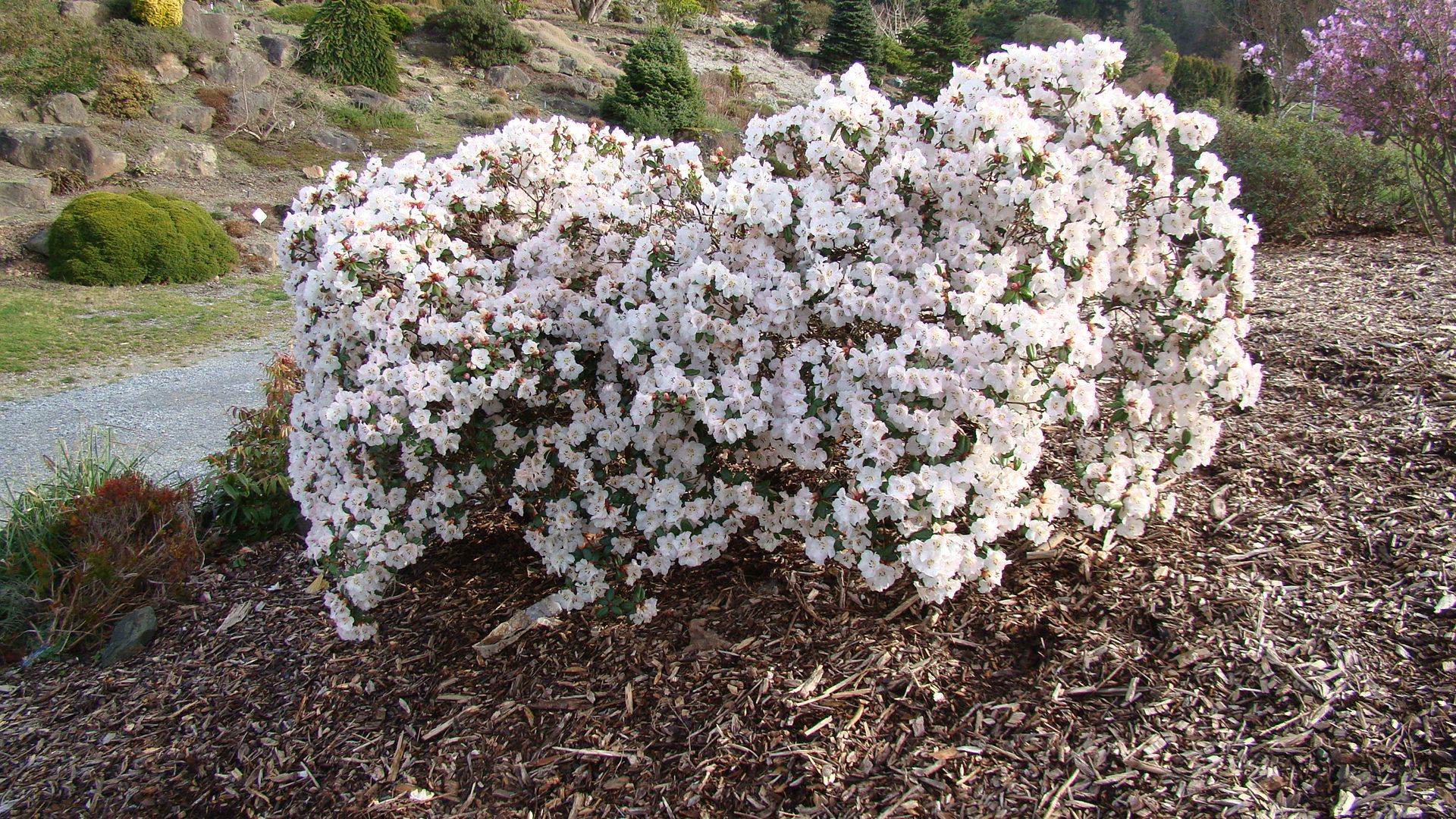
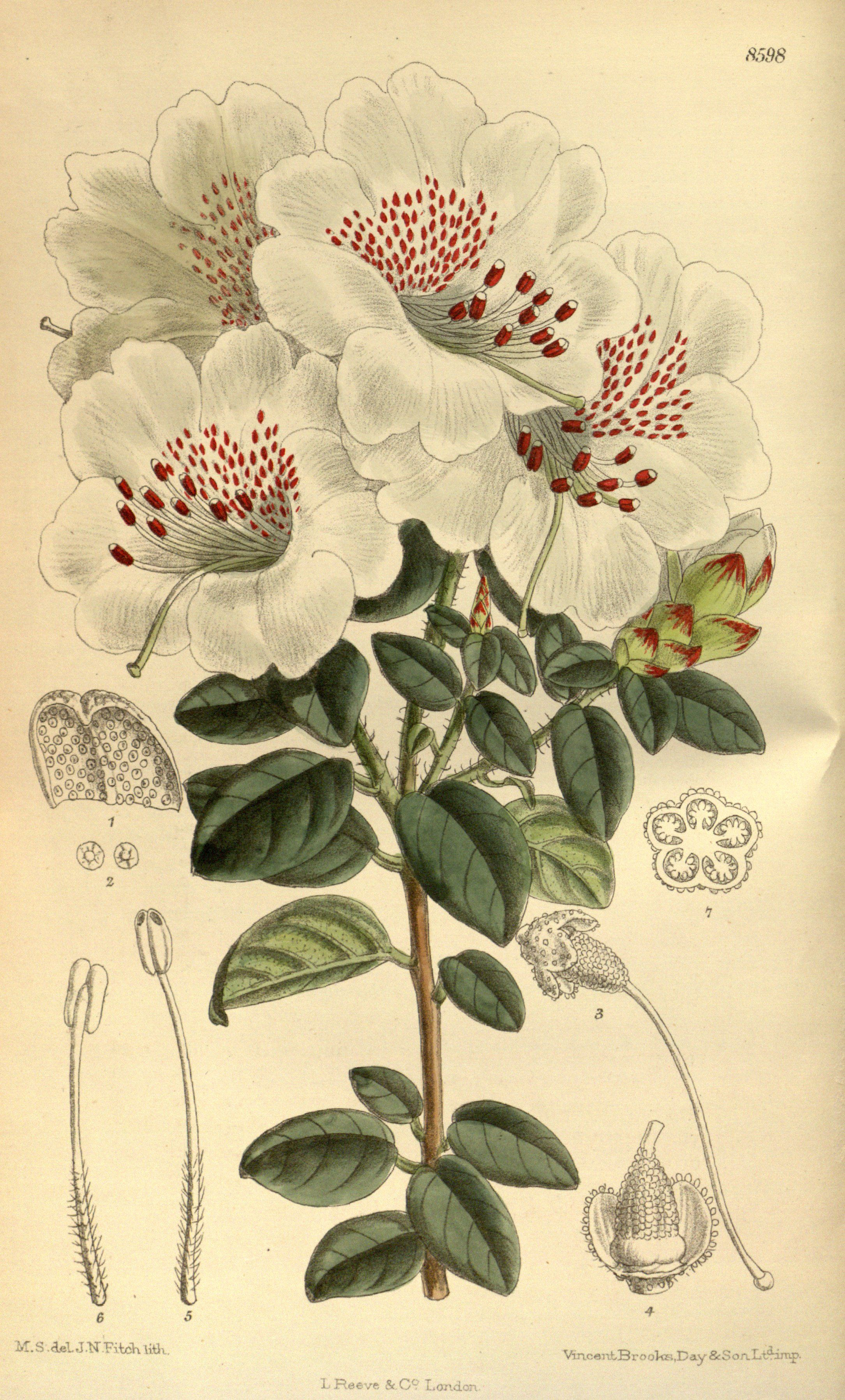